# Amt Teupitz
Das Amt Teupitz war ein königlich-preußisches Fideikommissamt, das zur Herrschaft Königs Wusterhausen gehörte. Die Herrschaft Königs Wusterhausen war direkter Besitz des preußischen Königs bzw. der königlichen Familie, kein Staatsbesitz. 1717 wurde das Amt Teupitz mit dem Erwerb der Herrschaft Teupitz mit Sitz in der Stadt Teupitz geschaffen. Das ehemalige Amtsgebiet gehört heute zur Stadt Teupitz, und zu den Gemeinden Groß Köris, Schwerin und der Stadt Mittenwalde (alle Landkreis Dahme-Spreewald, Brandenburg).

## Geschichte
Die Herrschaft Teupitz war im Spätmittelalter integraler Teil der Mark Lausitz, der späteren Niederlausitz. Aufgrund der späten urkundlichen Nennung sind Aussagen über die Entstehung und Frühgeschichte der Herrschaft im Hochmittelalter nicht möglich bzw. nur spekulativ. Die Mark Lausitz war seit dem 12. Jahrhundert im Besitz der Wettiner. 1303 verkaufte Markgraf Dietrich IV. die Mark Lausitz an die brandenburgischen Askanier. 1319 starb Waldemar der Große und die Mark Brandenburg und auch die Mark Lausitz stürzten in ein Interregnum. 1324 belehnte König Ludwig IV. seinen erst neunjährigen Sohn Ludwig I. den Brandenburger mit der Mark Brandenburg und der Mark Lausitz. Von 1328 bis 1339 war Herzog Rudolf von Sachsen-Wittenberg Pfandbesitzer der Mark Lausitz. Um/vor 1330 wurde Heinrich Schenk von Schenkendorf mit der Herrschaft Teupitz belehnt. 1350 und 1357 war ein Albert/Albrecht Schenk von Schenkendorf Herr in Teupitz; in einer Urkunde von 1353 wird dieser Albrecht/Albert auch Schenk von Landsberg genannt. 1367/70 wurde die Mark Lausitz an Böhmen angeschlossen. In den unruhigen Zeiten der Hussitenkriege stellten sich die Schenken von Landsberg unter den Schutz Brandenburgs; damit war der erste Schritt zu einer Annäherung an Brandenburg getan. 1462 erreichte Markgraf und Kurfürst Friedrich II. die erbliche Belehnung mit den Herrschaften Cottbus, Peitz und Teupitz. Damit war der nächste Schritt zur Herauslösung dieser Herrschaften aus der Mark Lausitz bzw. der Niederlausitz getan. Die Schenken von Landsberg waren nun markbrandenburgische Vasallen und behaupten ihren Besitz um Teupitz bis 1717.
Am 18. Dezember 1717 kaufte der brandenburgische Kurfürst und König in Preußen Friedrich I. die Herrschaft Teupitz (zusammen mit der Herrschaft Buchholz) von Ludwig-Alexander Schenk von Landsberg (bzw. die Herrschaft Buchholz von dessen Bruder Karl Albrecht). Für die Herrschaft Teupitz musste der König 54.000 Taler, für die Herrschaft Buchholz 45.000 Taler bezahlen. Friedrich I. unterstellte die gekauften Herrschaften Buchholz und Teupitz seiner Herrschaft Königs Wusterhausen und bildete daraus die Ämter Buchholz und Teupitz.

## Zugehörige Orte und Siedlungen
Das Amt Teupitz umfasste 1801/1817 folgende  Orte und Siedlungen
- Buschmeierei (1801: Meierei)
- Egsdorf (1801: Dorf)
- Groß Köris (1801: Dorf), wurde am 1. August 1718 für 13.000 von Hans Friedrich von Oppen gekauft.
- Hohe Mühle (1801: Wassermühle)
- Klein Köris (1801: Dorf)
- Kleine Mühle (1801: Wassermühle)
- Löpten (1801: Lepten, Vorwerk und Kolonie), Teilbesitz
- Mittelmühle (1801: Wassermühle)
- Neuendorf (1801: Dorf)
- Replinchen (1801: Meierei)
- Schwerin (Dorf), Teilbesitz
- Sputendorf (1801: Dorf und Vorwerk)
- Teupitz (1801: Amtssitzvorwerk und Meierei)
- Tornow (1801: Dorf)
- Schäferei, zu Tornow gehörig (lag an der heutigen Teupitzer Straße im Ortsteil Tornow)

1817 hatte das Amt Teupitz 978 Einwohner. Die drei Ämter Buchholz, Münchehofe und Teupitz werden noch separat aufgeführt. 1818, 1821 und 1824 wurden die drei Ämter aber bereits zusammen von einem Amtmann verwaltet, wurden aber weiterhin als getrennte Ämter behandelt. Buchholz war noch Pachtamt, die zwei anderen Ämter waren nur noch Rentämter. Nach Berghaus wurden die Ämter Münchehofe und Teupitz 1824 mit dem Amt Buchholz vereinigt.

## Amtleute und Pächter
- 1717/18 Oberamtmann Carl-Friedrich Westphal
- bis 1803 Oberamtmann Ludwig Bein (1761–1803)
- 1818, 1839 Münchehofe und Teupitz, Amtsrat Zierenberg in Buchholz[6][7]
- 1848 Cusig, Bürgermeister in Buchholz[8]
- 1851 Rentamt: Cusig[9]